# アフリカ系ブラジル人
アフリカ系ブラジル人（アフリカけいブラジルじん, 葡: Afro-brasileiros）は、アフリカに家系起源をもつブラジルの人々である。

## 歴史
16世紀から労働力としてアフリカ各地から連行された。特に18世紀はポルトガル領だったアンゴラを中心とするアフリカ中央部や、西アフリカのコスタ・ダ・ミナ（現在のベナン、ナイジェリア）を二つの中心とする地域が主な供給源となり、18世紀を通してアンゴラからは約1,134,600人、コスタ・ダ・ミナからは約550,600人（ブラジル総輸入数の1/3）が、サルヴァドール・ダ・バイーアやレシーフェ、リオデジャネイロを中心とするブラジルの港町に「輸入」された。18世紀のその他の奴隷供給地としては現ギニア＝ビサウ地域やモザンビークが挙げられるが、二大地域のシェアには遥かに及ばなかった。北東部のサトウキビ・プランテーションや、ミナス・ジェライス州の金鉱山などでの重労働、及びブラジル各地の家内労働に奴隷として従事させられた。
1822年の独立後も、1850年にブラジルで奴隷貿易が禁止されるまで多くの人々が連行された。19世紀に入るとイギリスが奴隷貿易を取り締まるようになったため、奴隷の供給地から西アフリカは外れ、ポルトガル領だったアンゴラ及びコンゴ北部が主要地に、その他としてモザンビークが付け加えられた。ブラジルにおける奴隷制の廃止そのものはアメリカ州で最も遅く、1888年の黄金法制定を待たなければならなかった。
中部アフリカからブラジルに連行された黒人奴隷は、ブラジルにイスラームをもたらした。その他にもヨルバ系のオリシャ信仰や、リオ・デ・ジャネイロとバイーアで勢力を持つキンブンド系のマクンバ（ウンバンダ）などの精神文化もアフリカ系ブラジル人由来のものである。大衆文化においても、彼らはサンバやカポエイラなどでブラジルに多大な影響をもたらした。
近年ではアフリカ諸国から多くの難民がブラジルにやってくるようになった。

## 著名な人物
- マシャード・デ・アシス - ブラジルの写実主義文学を代表する作家。父がムラート、母がポルトガル系のムラート。
- パルマーレスのズンビ - 黒人共和国キロンボ・ドス・パルマーレスを統治した反乱者
- ジョルジ・ベンジョール - 歌手、サンバ・ロックの唱導者。エチオピア系。
- ペレ - 元サッカー選手